# ロンズデール・キー

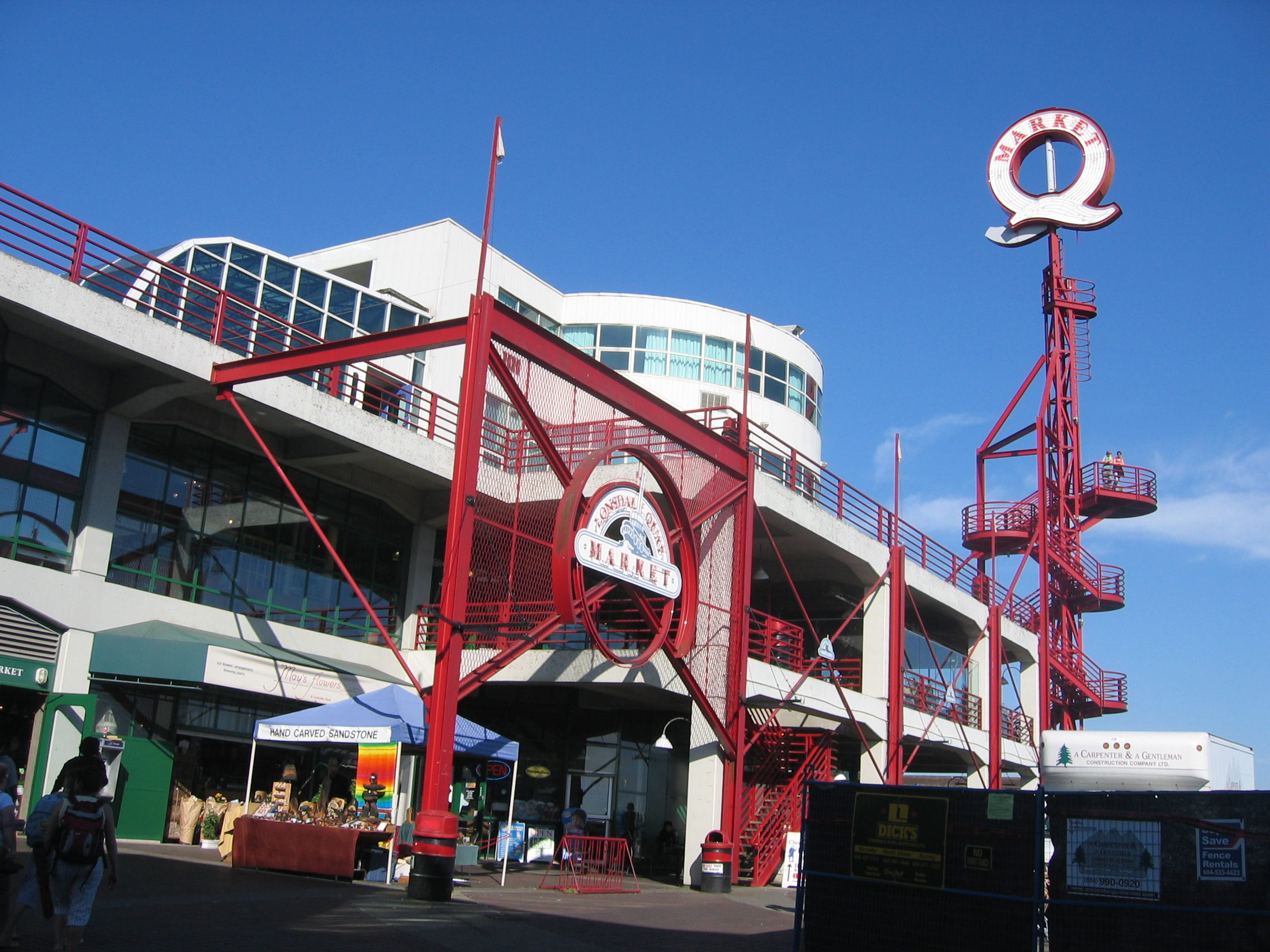
ロンズデール埠頭の特徴的なQの鉄塔

ロンズデール･キー(英語:Lonsdale Quay、ロンズデール埠頭)はノースバンクーバーの公共交通機関の要所であり、また同地の観光名所でもある。ノースバンクーバー市のロンズデール･アヴェニューの終末、バラード入り江のほとりに位置するロンズデール埠頭はシーバスの北側ターミナルである。またノースバンクーバーの一部のバスの終着点であり、バスターミナルの傍の入り江に面した広場からはバンクーバーの中心街が一望できる。埠頭の建物一階には各種飲食店や食料品店が入っており、マーケットプレイスを形成している他、二階にはホテルがある。

## ここを始発とする交通機関

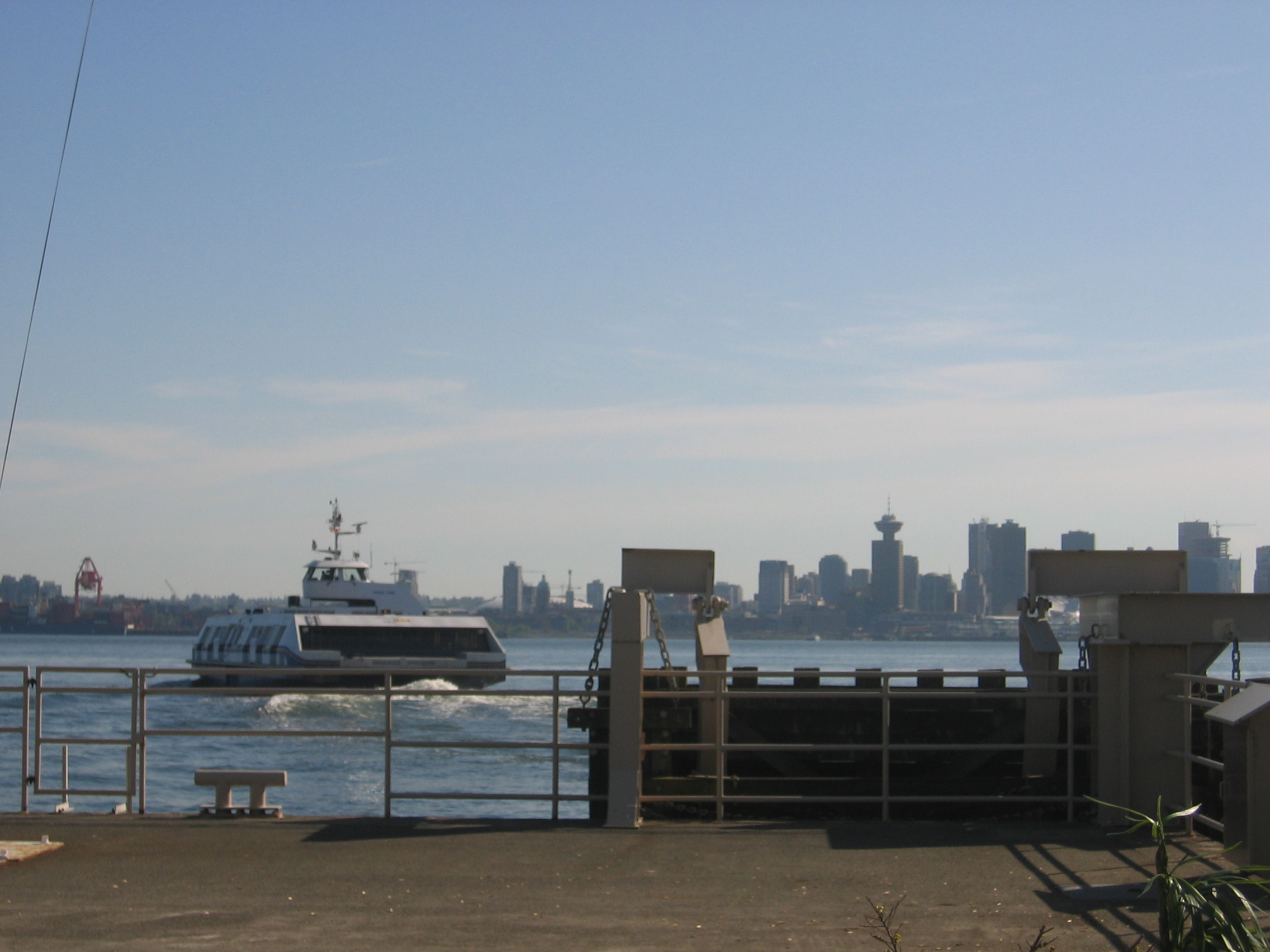
ロンズデール埠頭を出発するシーバス

上述の通りシーバスのバラード入り江北側ターミナルであり、毎日15～30分ほどの間隔でダウンタウンバンクーバーのウォーターフロントステーション間を往復している。ウォーターフロントステーションでは、各種交通機関(スカイトレイン、空港行きバスは2ゾーン以内なら切符を買って90分間乗り継ぎが自由に行える。またウエストコーストエクスプレスの駅とも直結している)に乗り換えられる。ロンズデール埠頭ではグラウス･マウンテン、ウエストバンクーバー等に向けてバスが運行している。